# Sudharmono

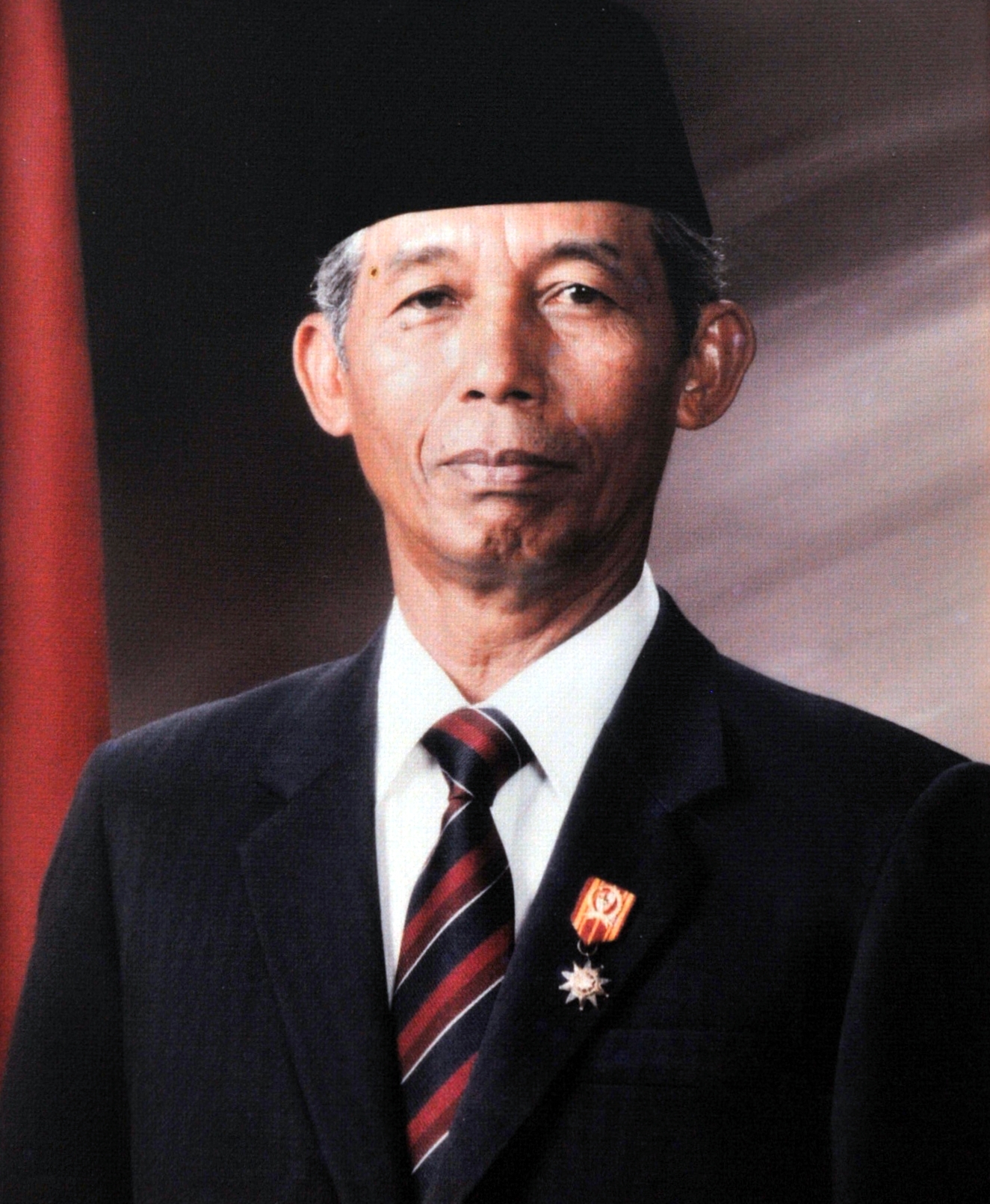
Sudharmono (1988)

Sudharmono (* 12. März 1927 in Gresik, Ostjava; † 25. Januar 2006 in Jakarta) war ein indonesischer Generalleutnant und Politiker der Partei funktioneller Gruppen (Golkar). Er war der fünfte Vizepräsident Indonesiens in der Amtsperiode von 1988 bis 1993. Er folgte Umar Wirahadikusumah im Amt, sein Nachfolger war Try Sutrisno.

## Leben
Sudharmono besuchte die Hollandsch-Inlandsche School, die Mittelschule (Sekolah Menengah Pertama) und die Oberschule (Sekolah Menengah Atas). Im Unabhängigkeitskrieg war er zwischen 1945 und 1949 Truppführer in der Division in Ronggolawe sowie im Anschluss von 1950 bis 1952 Stabsoffizier der Streitkräfte Indonesiens. Nach dem Besuch der Akademie für Militärjustiz (Akademi Hukum Militer) 1956 war er zwischen 1957 und 1961 Militäroberstaatsanwalt in Medan und 1962 Absolvent der Hochschule für Militärrecht (Perguruan Tinggi Hukum Militer). Er war zwischen 1962 und 1966 Vorsitzender der zentralen Personalkontrollgruppe sowie im Anschluss von 1966 bis 1972 Kabinettssekretär und gleichzeitig Sekretär des Rates für wirtschaftliche Stabilisierung.
Er war zwischen dem 28. März 1973 bis zum 19. März 1988 Kabinettssekretär im Ministerrang (Menteri/Sekretaris Negara) und vom 1. Oktober 1982 bis zum 19. März 1983 auch Innenminister (Menteri Dalam Negeri). Am 25. Oktober 1983 übernahm Sudharmono ferner von Amir Murtono die Funktion als Vorsitzender des Zentralvorstandes DPP (Dewan Pimpinan Pusat) der Partei funktioneller Gruppen (Golkar) und behielt diesen Posten bis zu seiner Ablösung durch Wahono.
Am 11. März 1988 wurde Sudharmono als Nachfolger von Umar Wirahadikusumah der fünfte Vizepräsident Indonesiens (Wakil Presiden Indonesia) und bekleidete dieses Amt bis zum 11. März 1993, woraufhin Try Sutrisno seine Nachfolge antrat. Zuletzt war er von 1998 bis zu seinem Tode 2006 Koordinator der von Staatspräsident Suharto gegründeten Stiftung Pak Harto.